# Oxigen singlet

Espècies reactives d'oxigen:
1: oxigen singlet
2: oxigen triplet
3: radical anió superòxid
4: peròxid d'hidrogen
5: radical hidroxil.

L'oxigen singlet pot fer referència a: 
- Oxigen singlet (atòmic), un àtom d'oxigen en un estadi excitat [singlet], representat per alguna de les formes ¹S o ¹D, en lloc de l'estadi fonamental triplet, 3P.[1]

L'oxigen molecular singlet o oxigen singlet, és el nom comú usat per a la forma excitada de l'oxigen molecular (O₂), amb dos electrons aparellat en l'orbital d'energía més alta (orbital antienllaçant), π* 2p. És menys estable que l'oxigen triplet normal, 3Σg-, contenint una energia addicional de 22kcal/mol. Degut a les seves propietats inusuals, l'oxigen singlet pot persistir durant més d'una hora a temperatura ambient, en funció de l'entorn. Els dos estadis singlets metaestables derivats de la configuració de l'estadi fonamental són ¹Δg i ¹Σg-.

## Química
La diferència d'energia entre l'estat fonamental i l'estat excitat singlet és de 94,3 kJ mol que correspon a una transició en l'infraroig proper amb el màxim d'emissió situat aproximadament a 1275 nm. En la molècula aïllada, la transició està estrictament prohibida per les regles de selecció d'espín, simetria i paritat això comporta que sigui una de les transicions més prohibides de la natura. Això comporta que l'oxigen singlet en fase gasosa té una vida mitjana molt llarga per correspondre a un estat excitat (72 minuts). En presència de dissolvents es limita la seva vida mitjana reduint-se fins a pocs microsegons o fins i tot a nanosegons en entorns altament polars.
La detecció directa de l'oxigen singlet és possible a través del seu extremadament feble fosforescència a 1270 nm en la zona de l'infraroig proper. No obstant això, a altes concentracions d'oxigen singlet, la fluorescència de l'anomenada emissió dimol l'oxigen singlet (emissió simultània per dues molècules d'oxigen singlet en cas de col·lisió) pot ser observat com una resplendor vermell a 634 nm.

## Generació d'oxigen singlet
Existeixen diferents formes per la generació de ¹O₂.

### Fotosensibilitzado r
Resumidament, un fotó de llum és absorbit per un fotosensibilitzador, excitant-lo al seu estat singlet, que mitjançant creuament entre sistemes evoluciona a l'estat triplet. L'oxigen molecular és capaç de desactivar tant l'estat singlet com l'estat triplet del fotosensibilitzador. Aquesta desactivació en certs casos pot ser deguda a la transferència d'energia de l'estat excitat del fotosensibilitzador a l'oxigen molecular per la generació de ¹O₂. S'ha de tenir en compte que aquesta transferència d'energia ha de competir enfront d'altres processos fotofísics, tals com la fluorescència, fosforescència, decaïments no radiatius, reaccions fotoquímiques i transferència electròniques en estat excitat entre d'altres.

#### Transferència d'energia de l'estat triplet del fotosensibilitzador
La transferència d'energia des de l'estat triplet és molt més comuna que la transferència d'energia des de l'estat singlet. Típicament l'estat triplet de menor energia té un temps de vida llarg (10 microsegons a varis de mil·lisegons) i llavors fàcilment pot transferir l'energia a l'oxigen molecular per la generació de ¹O₂. La constant de desactivació de l'estat triplet per oxigen típicament és de l'ordre de 1*10⁹ M-1s-1, sent considerada com una desactivació controlada per difusió. L'única restricció perquè es produeixi aquesta transferència d'energia és que l'energia de l'estat triplet ha de ser superior a 94.2 kJ/mol que és la diferència energètica entre el 3O₂ i el ¹O₂.
El mecanisme d'aquesta desactivació de l'estat triplet per oxigen es pot reduir a tres fonamentals. La primera etapa és que s'ha de produir un parell d'encontres entre el triplet i el 3O₂. Aquest parell d'encontre pot tornar enrere i tornar a alliberar el triplet i el 3O₂ o evolucionar generant ¹O₂ i l'estat singlet fonamental del fotosensibilitzador. Si s'analitza la multiplicitat d'espin d'aquest parell d'encontre s'observa que tant pot ser 1, 3 o 5. Si el parell d'encontre de multiplicitat 1, la transferència d'energia esta permesa per les regles de conservació de spin i es genera ¹O₂ i el fotosensibilitzador en estat fonamental. Si el parell d'encontre té multiplicitat 3, també és un procés permès per spin però en aquest cas s'alliberà l'excés d'energia en forma de calor i no es genera ¹O₂. En canvi, si el parell d'encontre és de multiplicitat 5 no hi ha evolució perquè és un procés prohibit per les regles de spin.

Esquema de desactivació de l'estat triplet per oxigen. S'especifica la multiplicitat d'spin del parell d'encontre i si pot evolucionar per generar ¹O₂.

Aquest procés també esta afectat pel potencial d'oxidació del fotosensibilitzador. En el cas que posseeixi potencials d'oxidació baixos és possible que el parell d'encontre sigui estabilitzat per una transferència de càrrega del fotosensibilitzador a l'3O₂ facilitant la posterior transferència d'energia per generar ¹O₂. Això explica per què els fotosensibilitzadors amb potencials d'oxidació baixos tinguin constants de desactivació per 3O₂ majors.

## Química orgànica
La química de l'oxigen singlet és diferent a la de l'oxigen triplet en estadi fonamental. Per exemple, l'oxigen singlet pot participar en reaccions de Diels-Alder i en les reaccions eno. Pot ser generat en un procés de fotosensibilització mitjançant la transferència d'energia de lesmolècules de colorant com rosa de bengala, blau de metilé o porfirina, o per processos químics com la descomposició espontània de triòxid d'hidrogen en l'aigua o la reacció del peròxid d'hidrogen amb hipoclorit.

## Bioquímica
En la fotosíntesi, l'oxigen singlet es pot produir a partir de las molèules de clorofil·la captadores de llum. Una de les funcions dels carotenoides en els sistemes fotosintètics és evitar el dany causat per l'oxigen singlet, eliminant l'excés d'energia lluminosa de les molècules de clorofil·la o extingint les molècules d'oxigen singlet directament.
En biologia de mamífers, l'oxigen singlet és una de les varietats reactives de l'oxigen, que està vinculat a l'oxidació del colesterol LDL. Els polifenols antioxidants poden recollir i reduir les concentracions d'aquestes espècies d'oxigen reactiu i, per tant, evitar els efectes oxidatius nocius.